# Нильс Трешоу
1. перенаправление Тресков, Нильс